# Marloffstein
Marloffstein es un municipio situado en el distrito de Erlangen-Höchstadt, en el estado federado de Baviera (Alemania), con una población a finales de 2016 de unos 1562 habitantes.
Se encuentra ubicado en la zona centro-norte del estado, en la región administrativa de Franconia Media. Si bien la región natural y turística de la Suiza Francona se considera una región altofrancona, el municipio de Marloffstein suele considerarse parte de ella, en su límite suroccidental (algo al margen de la cuenca del Wiesent).